# Св. св. Петър и Павел (Нант)
Вижте пояснителната страница за други значения на Свети апостоли Петър и Павел.
Нантската катедрала „Свети Петър и свети Павел“ (на френски: Cathédrale Saint-Pierre-et-Saint-Paul de Nantes; на бретонски: Iliz-Veur Sant-Pêr-ha-Sant-Paol Naoned) е католическа църква в град Нант, Франция. Тя е катедралната църква на Нантската епархия. Сградата е в готически стил и строителството ѝ продължава от 1434 до 1891 г.

## Архитектура
Съвременната катедрала започва да се строи през XV век от Гийом дьо Дамартен и Матюрен Роде под ръководството на Жан V, херцог на Бретан. Този строеж е призван да потвърди легитимността на Жан V след Войната за бретанското наследство. На 14 април 1434 г. епископ Жан дьо Малестроа слага основополагащия камък на катедралата.
Височина на сградата е 63 метра, дължината на нефа – 103 метра, височината на нефа под сводовете – 37,5 метра. Катедралата има пет портала, а дъгите ѝ са богато украсени.
- Фасада
- Готически период
- Орнаменти на нефа
- Екстериор

## Интериор

### Гробът на Франсоа
В катедралата са погребани родителите на Ана Бретанска – Франсоа ІІ и Маргарита дьо Фоа. Тяхното двойно надгробие е украсено с алегорични фигури – един от шедьоврите на френската скулптура (с автори Мишел Коломб и Жан Переал).
Четирите статуи са алегория на кардиналните добродетели и стоят в ъглите около надгробната статуя на херцог Франсоа ІІ Бретонски и херцогинята.
Статуята Сила е представена като воин в броня и шлем, защото това е мъжествена добродетел. В иконографията на тази добродетел тя често се изобразява облегната на колона или кула. Тя унищожава дракона от кулата, където се е загнездил и поради това символизира морална сила, която побеждава изкушението. Изражението на лицето отразява някаква болка, сякаш усилието за измъкване на дракона (Злото) от кулата (вътрешността на Доброто) не е направено без вътрешна борба. Тя напомня за ролята на християнския рицар в защита на вярата.
Статуята Умереност се представя хванала в дясната си ръка конски камшик, символ на разумния път: това е пътят на всички. В лявата ръка има часовник, който символизира времето и това че е важно да се спазват правилата и да се потискат страстите. Тя също така е символ на мярката за време, което не трябва да се пропилява в суета; времето измерва всичко, за да се избегне излишното. Тя припомня, че херцогът трябва да намери правилния баланс. Нейното почти монашеско облекло изразява отказа от изкушенията на плътта, които само водят до изтощение.
Статуята Справедливост в лявата ръка държи книга, която представлява закона, сякаш изсечена от скала, представляваща справедливостта. В дясната си ръка тя държи меч, но деликатно го покрива с част от шала си: „Предоставянето на справедливост не трябва да е грозно“. Мечът е видимо тежък, защото наказва според тежестта на престъплението и теглото на аргументите и на двете страни. Статуята носи корона, напомняйки, че херцогът упражнява ролята на съдия и арбитър.
Статуята Благоразумие в дясната ръка държи компас, символ на посоката на всяко действие, а в лявата ръка – огледало, отражение на всички мисловни и емоционални съвети. Фигурата има две лица: на мъж с брада, който е човек с опит и който познава миналото; от другата страна има млада жена. Благоразумието не може без опит. В огледалото е истината: тя вижда образа на своите слабости и знае пътя за по-добро и правилно поведение. В краката ѝ има змия: „Бъдете разумни като змиите“ (Матей 10:16).
- Сила
- Умереност
- Справедливост
- Благоразумие

### Кенотаф на Ламорисиер
Кристоф Луи Леон Жюшо де Ламорисиер е бретонец – френски дивизионен генерал (1843) и политически деятел, и военен министър (1848). Кенотафът му се намира в другата част на трансепта.

## Мощи на блажената Франсоаз
Народното почитане на Франсоаз д'Амбоаз е потвърдено от папа Пий IX на 10 юли 1863 г. Нейните свети мощи са унищожени по време на Френската революция, като е съхранен само черепът, който се пази в катедралата в Нант. Литургичната памет се извършва на 4 ноември.

## Събития
- На 26 октомври 1440 г. тук преди екзекуцията се покайва маршалът на Франция Жил дьо Ре, влязъл в историята като Синята брада.
- През главния портал на катедралата влиза крал Анри IV Бурбон, пристигнал в града, за да подпише знаменития за Франция Нантски едикт през 1598 г.